# وكالة الأنباء الإندونيسية
وكالة الأنباء الإندونيسية وتعرف اختصارا (أنتارا) هي وكالة الأنباء الرسمية في إندونيسيا منذ عام 1962. تم إعلانها مؤسسة عامة في شهر يوليو 2007 . تمتلك أنتارا 32 مكتب على مستوى أندونيسيا وعدد من المراسلين في أنحاء العالم.
ترأس أنتارا حاليا منظمة وكالة أنباء أسيا-باسيفيك للفترة من 2007 وحتى 2010.
كان آدم مالك من مؤسسي الوكالة.